# Gołdap (gemeente)
De gemeente Gołdap is een stad- en landgemeente in het Poolse woiwodschap Ermland-Mazurië, in powiat Gołdapski.
De zetel van de gemeente is in Gołdap.
Op 30 juni 2004 telde de gemeente 19 877 inwoners.

## Oppervlakte gegevens
In 2002 bedroeg de totale oppervlakte van gemeente Gołdap 361,73 km², waarvan:
- agrarisch gebied: 62%
- bossen: 26%

De gemeente beslaat 46,86% van de totale oppervlakte van de powiat.

## Demografie
Stand op 30 juni 2004:
| Omschrijving                   | Totaal | Totaal | Vrouwen | Vrouwen | Mannen | Mannen |
| ------------------------------ | ------ | ------ | ------- | ------- | ------ | ------ |
| eenheid                        | aantal | %      | aantal  | %       | aantal | %      |
| inwoners                       | 19.877 | 100    | 10.062  | 50,6    | 9815   | 49,4   |
| bevolkingsdichtheid (inw./km²) | 54,9   | 54,9   | 27,8    | 27,8    | 27,1   | 27,1   |

In 2002 bedroeg het gemiddelde inkomen per inwoner 1414,99 zł.

## Plaatsen
- Babki, Bałupiany, Barkowo, Bitkowo, Błażejewo, Boćwinka, Boćwiński Młyn, Botkuny, Bronisze, Czarnowo Wielkie, Dąbie, Dunajek, Dunajek Mały, Dzięgiele, Galwiecie, Gieraliszki, Główka, Górne, Grabowo, Grygieliszki, Jabłońskie, Jabramowo, Janowo, Jany, Jeziorki Małe, Jeziorki Wielkie, Juchnajcie, Jurkiszki, Kalkowo, Kalniszki, Kamionki, Kołkowo, Kolniszki, Konikowo, Kośmidry, Kowalki, Kozaki, Łobody, Marcinowo, Mażucie, Nasuty, Niedrzwica, Nowa Boćwinka, Okrasin, Osieki, Osowo, Piękne Łąki, Pietrasze, Pietraszki, Pogorzel, Regiele, Rostek, Rożyńsk Mały, Rożyńsk Wielki, Rudzie, Samoniny, Somaniny, Skocze, Skup, Sokoły, Suczki, Szyliny, Tatary, Użbale, Wiłkajcie, Wilkasy, Włosty, Wronki Wielkie, Wrotkowo, Zatyki, Żelazki, Zielonka.

- Verlaten Dorp: Czarnowo Średnie, Ostrówko

## Aangrenzende gemeenten
Banie Mazurskie, Dubeninki, Filipów, Kowale Oleckie. De gemeente grenst aan Rusland.